# Mates of Mine
Mates of Mine är ett svenskt band från Umeå som består av Peter Hallberg (sång, gitarr), Oskar Nordenqvist (sång, gitarr), Henrik Ahlehjelm (trummor, percussion) samt Simon Lindberg (bas).
Bandet bildades av Peter, Simon och Oskar inför en spelning i Stockholm de fått av en kompis. Vid det laget fanns varken ett bandnamn eller några låtar. Efter bara två veckor hade de skrivit en handfull med eget material samt repat med Simon Lindberg som då spelade Cajón. En av deras mest kända låtar, Live your Life, skrevs inför denna spelning och är en akustisk låt med influenser av pop och folkmusik.
Live your Life släpptes senare på samlingsalbumet Pure North Vol 1 2007 och bandet hade skapat ett stort intresse bland lyssnare i Umeå.
Mates of Mine släppte sin första fullängds-CD: North Nowhere i oktober 2008. Skivan blev snabbt Umeås mest sålda lokala album under vintern 2008-2009.
Efter de spelningar som följdes av North Nowhere under vintern 2008-2009 blev de kontaktade av ett managementbolag. Bandet flyttade till England i mars 2009 där ett år av turnerande väntade. I maj 2009 spelade de två stycken förshower  till Jason Mraz vid Hammersmith Apollo i London. De agerade också förband till Mothers Little Helpers i Berlin under samma sommar.
Under våren 2010 flyttade bandet emellertid hem till Sverige för att fortsätta sin satsning på hemmaplan. De släppte en EP, Lines From Lewes Road, med låtar de skrivit i England. En av låtarna, Price to Pay, är en akustisk cover av sig själva från debutalbumet North Nowhere.
Under 2011 fick bandet kontakt med R.S. Field, en producent som blev mycket intresserad av deras musik. Mates of mine och Field gjorde en överenskommelse och bandet flög till Nashville för att spela in sitt andra album, Possibilities, i House of David, en av de sista analoga studiorna där många stora stjärnor spelat in sin musik. Albumet släpptes under våren 2012. Det spelades även in en film som man kunde köpa genom deluxeversionen av skivan.
Under 2013 släpptes albumet The Brotherhood of Lost Dogs som spelades in i Umeå på Zebra Studios med hjälp av Kim Vallén. Ett album som bandet till stor del skrev i studion som kontrast mot tidigare album.
North Nowhere och Lines From Lewes Road släpptes på de digitala musiktjänsterna Itunes samt Spotify 2009 resp. 2010. Under 2012 släpptes även Possibilities på tjänsterna.

## Diskografi
- 2008 – North Nowhere
- 2010 – Lines from Lewes Road
- 2012 – Possibilities
- 2013 – The Brotherhood of Lost Dogs